# Zimbabwe National Statistics Agency
Die Zimbabwe National Statistics Agency (ZIMSTAT oder ZimStat) ist die staatliche Statistikbehörde von Simbabwe. Das Hauptquartier dieser Institution befindet sich im Kaguvi Building in Harare. Es werden 10 regionale Außenstellen unterhalten.

## Rechtliche Grundlagen
Die wichtigste Rechtsgrundlage für die Statistikbehörde Simbabwes ist der Census and Statistics Act of 2007 (Act No. 1 / 2007). Sie definiert die Aufgaben der Behörde. 
Die Vorgängerinstitution Central Statistical Office (CSO) hatte ihre gesetzliche Basis auf dem Census and Statistics Act of 1969.

## Struktur
Die Statistikbehörde Simbabwes wird durch einen Verwaltungsrat kontrolliert und organisiert. Die Leitung übt ein Generaldirektor (Director-General) aus, der nach section 9 des Census and Statistics Act durch den Verwaltungsrat ernannt und vom zuständigen Minister genehmigt werden muss. Die Person in der Funktion des Generaldirektors muss simbabwischer Staatsangehöriger sein.
Neben dem Hauptquartier und den 10 Außenstellen existiert das Central Census Office (CCO), das ebenso in Harare seinen Sitz hat.
Die fünf Hauptabteilungen von Zimbabwe National Statistics Agency sind:
- Population Census (Volkszählung)
- Social Statistics (Sozialstatistiken)
- Income Analysis (Einkommensverhältnisse)
- Production Statistics (Produktionsstatistiken)
- Corporate Services (Gemeinsame Dienste)

Ferner gibt es fünf Abteilungen, die dem Büro des Director-General direkt unterstellt sind. Es handelt sich um die Bereiche:
- Quality Assurance (Qualitätssicherung)
- Methodology (Methodik)
- NSS Coordination (Koordinierung des Nationalen Statistiksystem)
- Public Affairs and Legal Services (Öffentlichkeitsarbeit und Rechtsabteilung)
- Internal Audit (Revision)

Die Zimbabwe National Statistics Agency betreibt Außenstellen in den Provinzverwaltungen.
- Bulawayo Province, in Bulawayo
- Harare Province, in Harare
- Manicaland, in Mutare
- Mashonaland Central, in Bindura
- Mashonaland East, in Marondera
- Mashonaland West, in Chinhoyi
- Masvingo, in Masvingo
- Matabeleland North, in Hwange
- Matabeleland South, in Gwanda
- Provinz Midlands, in Gweru

## Aufgaben
Zum Aufgabenbereich der Zimbabwe National Statistics Agency zählen Ermittlung und Analysen von offiziellen Daten über demografische, ökonomische, fiskalische, ökologische, soziale Anliegen sowie über Sachthemen auf nationaler, provinzialer oder lokaler Ebene. Die Agentur stellt ermittelte Daten zusammen und wertet sie nach statistischen Standards und Verfahrensweisen aus.
Zimbabwe National Statistics Agency ist die Hauptquelle für offizielle statistische Aussagen in und über Simbabwe. Zudem ist sie mit koordinierenden und kontrollierenden Kompetenzen innerhalb des National Statistical System ausgestattet.
Die Statistikbehörde Simbabwes arbeitet auf der Basis der UN-Fundamental Principles of Official Statistics mit den Vereinten Nationen zusammen. Das Ziel dieser Kooperation besteht darin, die Statistikaufgaben des Landes zu entwickeln. Die Datenerhebungen und Auswertungen für Volkszählungen in Simbabwe werden von mehreren Staaten unterstützt.

## Publikationen
Das Zimbabwe National Statistics Agency stellt mehrere gedruckte und digitale Publikationen bereit. Das sind beispielsweise:
- Quarterly Digest of Statistics
- The Fact Sheet
- The Compendium of Statistics
- National Accounts Surveys
- Facts and Figures